# Plebejus katunica
Plebejus katunica är en fjärilsart som beskrevs av Shtandel 1960. Plebejus katunica ingår i släktet Plebejus och familjen juvelvingar. Inga underarter finns listade i Catalogue of Life.